# Syllonoma
Syllonoma là một chi bướm đêm thuộc phân họ Tortricinae của họ Tortricidae.

## Các loài
- Syllonoma longipalpana Powell, 1985